# Celeida Tostes
Celeida Tostes (Rio de Janeiro, 26 de maio de 1929 — Rio de Janeiro, 3 de janeiro de 1995) foi uma artista e professora brasileira, que trabalhou com escultura, cerâmica e performance.

## Carreira
Celeida Tostes cursou gravura em 1955 com Oswaldo Goeldi, na Universidade do Brasil. E em 1957 concluiu o treino como professora de desenho na mesma instituição. Entre 1958 e 1959, estudou em Los Angeles na Universidade do Sul da Califórnia, onde realizou sua primeira exposição individual. Foi assistente da artista Maria Martinez, no Novo México, oportunidade em que a artista se aproximou da produção de cerâmica. De volta ao Brasil em 1975, começa a lecionar na Escola de Artes Visuais do Parque Lage, onde foi associada por 25 anos. 

## Exposições individuais
- 1959 Celeida Tostes, Universidade do Sul da Califórnia, Los Angeles
- 1979 Celeida Tostes: Cerâmicas, Galeria Rodrigo Mello Franco de Andrade, Rio de Janeiro
- 1987 Celeida Tostes, Galeria César Aché, Rio de Janeiro
- 1994 Celeida Tostes, Sala Ismael Nery, Centro de Artes Calouste Gulbenkian, Rio de Janeiro
- 2003 Celeida Tostes: Artes do Fogo, do Sal e da Paixão, Centro Cultural Banco do Brasil, Rio de Janeiro[2]

## Prêmios
- 1982 Prêmio Gustavo Capanema, no V Salão Nacional de Belas Artes, Rio de Janeiro[2]